# Stadion Miejski w Banja Luce
Stadion Miejski (boś. Gradski stadion) – wielofunkcyjny stadion w Banja Luce, w Bośni i Hercegowinie. Został otwarty 5 września 1937 roku. Obiekt może pomieścić 9730 widzów. Swoje spotkania rozgrywa na nim drużyna FK Borac Banja Luka.

## Historia
Pierwotnie stadion na którym mecze rozgrywa dziś Borac, był stadionem nieistniejącego dziś FK Krajišnik (1919-1945). Został ufundowany i nazwany na cześć Bogoljuba Kujundžicia. Jego otwarcie nastąpiło 5 września 1937. W dniu otwarcia stadionu swoje mecze rozegrały na nim drużyny Hajduka z Banja Luki i Meteoru z Krupy oraz bardziej dziś znane BSK Belgrad z drużyną gospodarzy, Krajišnik. Na stadionie wówczas zbudowano małe, drewniane trybuny.
Oprócz piłki nożnej, do momentu wybuchu II wojny światowej stadion był również wykorzystywany do bardzo popularnych wówczas wydarzeń sportowych organizacji Sokół.
Po II wojnie światowej i zamknięciu nieprzychylnego władzom klubu Krajišnik, stadion przemianowano na Gradski. W 1959 zbudowano trybuny stojące na północnej i południowej części stadionu. W 1973 zbudowano krytą trybunę siedzącą w zachodniej części obiektu, służącą do dziś. 

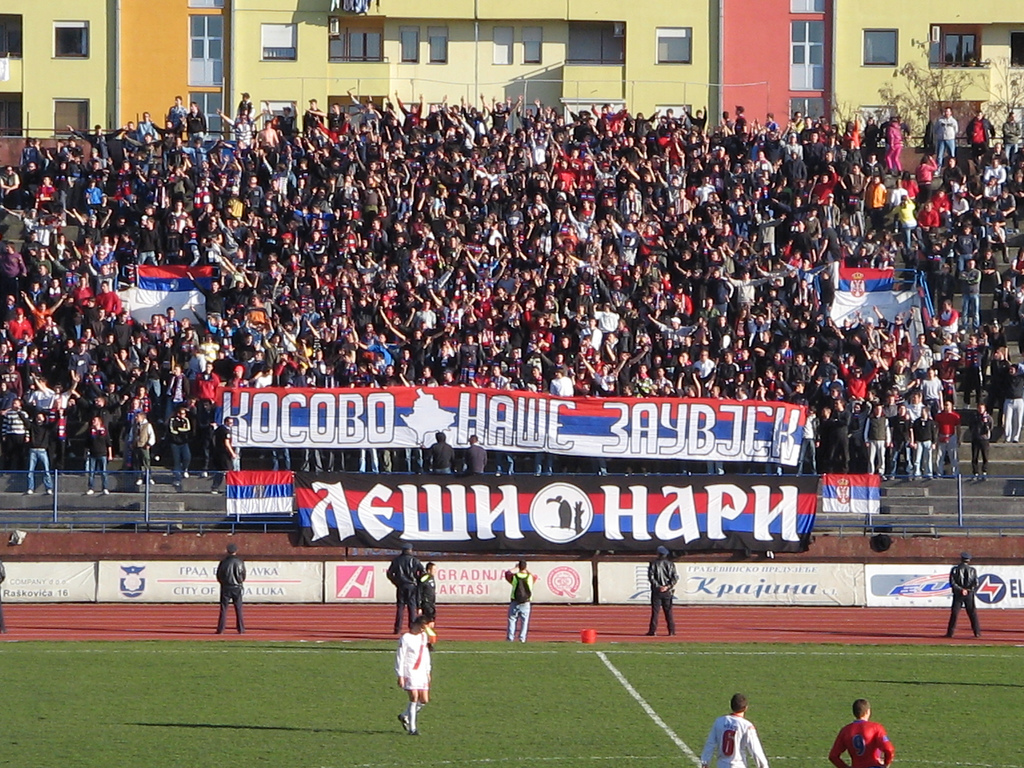
Lešinari kibicujący zespołowi Boraca na trybunie wschodniej

W 1981 rozbudowano trybunę wschodnią, która od 1987 roku była główną trybuną grupy kibiców Boraca - Lešinari. Obecnie grupa kibiców przeniosła się na trybunę północną. 
Najwyższą frekwencję na stadionie odnotowano w 1989, kiedy to na stadionie było 30 000 osób. 
20 grudnia 1992 rozegrano pierwszy i jedyny mecz z udziałem reprezentacji Republiki Serbskiej. Był to mecz z drużyną reprezentującą Republikę Serbskiej Krajiny. Mecz zakończył się rezultatem 1:1. 
Po towarzyskim meczu Boraca z reprezentacją Jugosławii, który odbył się 3 października 2001, rozebrano północną część trybun, a następnie usunięto także trybunę południową. W 2007 w okolicy stadionu wybudowano parking.
W 2010 obiekt przeszedł gruntowną renowację - wyremontowano trybunę zachodnią i wschodnią, wymienione zostały krzesełka na tychże trybunach. Wyremontowano także szatnie, loże prasowe, halę trofeów, zainstalowano m.in. nowe nagłośnienie, reflektory na trybunie zachodniej oraz monitoring.
W 2012 wybudowano trybunę północną na 2492 miejsca siedzące, co zwiększyło całkowitą pojemność stadionu ostatecznie do 9730. Obecnie stadion spełnia wymagania UEFA dotyczące komfortu i bezpieczeństwa widzów i ma osobny sektor dla kibiców gości. 
W swojej historii Stadion miejski gościł wiele międzynarodowych meczów, koncertów znanych gwiazd z regionu i ze świata (jak np. Lenny Kravitz) oraz innych wydarzeń. 
W niedalekiej przyszłości miałaby się rozpocząć budowa trybuny południowej, co zwiększyłoby całkowitą pojemność do około 13 000 miejsc. Zadaszona miała być również trybuna wschodnia.
W 2022 roku prezydent Republiki Serbskiej, Milorad Dodik, zapowiedział wybudowanie nowego stadionu, który miałby pełnić funkcję stadionu narodowego Republiki Serbskiej. Zapowiedział on, że jest szansa, aby stadion powstał w ciągu najbliższych 3 lat. W lipcu 2024 Dodik potwierdził, że powstanie nowego stadionu ciągle jest w planach, a jego budowa miałaby kosztować 100 mln bośniackich marek (ok. 218,6 mln zł). 